# Albano (torrente)
L'Albano è un fiume della Lombardia, che scorre in provincia di Como.

## Idrografia
Nasce dalla Bocchetta di Sommafiume, sotto la vetta del Pizzo di Gino, nella frazione di Germasino (Gravedona ed Uniti) e scorre in direzione ovest-est nella Valle Albano, sfociando nel lago di Como a Dongo. Attraversa i comuni di Garzeno, Germasino (Gravedona ed Uniti)  e Dongo. Durante il suo percorso raccoglie numerosi piccoli affluenti, chiamati dai locali lamm, il maggiore dei quali nasce sotto la Cima Verta.
Lungo la valle è stato istituito il Parco Locale di Interesse Sovracomunale della Valle Albano.
Costruita nel comune di Garzeno nel 1962, la diga di Reggea raccoglie le sue acque e le incanala in una centrale situata nel comune di Dongo.
Il conoide alluvionale, che forma in prossimità della foce, uniformandosi a quelli formati dall'Livo e dal Liro, forma una area piana fra le più ampie fra quelle sulle rive Lario occidentale. Questa ha come punti estremi, la frazione di Arbosto (Domaso) a Nord e il territorio di Dongo a Sud, "allargandosi" per circa 7 km.

## Flora e fauna
I pesci più diffusi sono la trota fario, la trota iridea, la trota di lago ed il cavedano. La fauna comprende anche anfibi, come la salamandra pezzata ed invertebrati della famiglia degli Heptageniidae